# لوکاس دو
لوکاس دو (انگلیسی: Lucas Deaux؛ زادهٔ ۲۶ دسامبر ۱۹۸۸) بازیکن فوتبال اهل فرانسه است که در پست هافبک بازی می‌کند.
از باشگاه‌هایی که در آن بازی کرده‌است می‌توان به باشگاه فوتبال استاد رنس، باشگاه فوتبال خنت، باشگاه فوتبال نانت و باشگاه فوتبال نانسی اشاره کرد.